# Ladaniva
I Ladaniva sono un duo musicale di genere world music franco-armeno fondato nel 2019 a Lilla, composto dalla cantante Jaklin Baghdasaryan e dal polistrumentista Louis Thomas.
Hanno rappresentato l'Armenia all'Eurovision Song Contest 2024 con il brano Jako.

## Storia
Il gruppo si è formato a Lilla nel 2019, nato dalla collaborazione artistica della cantante armena Jaklin Baghdasaryan e del polistrumentista francese Louis Thomas. Baghdasaryan è nata a Yeghegnadzor in Armenia, ma è cresciuta a Minsk, prima di emigrare in Francia nel 2014 insieme a sua madre, stabilendosi a Tourcoing, e poi successivamente iscriversi al Conservatorio di Lilla. Louis Thomas è originario di Lilla, ed anche lui si è successivamente iscritto al medesimo Conservatorio, incontrando per la prima volta Jaklin durante una jam session in un bar nel quartiere Vieux-Lille, L'Intervalle.
Durante la pandemia di COVID-19, quando ancora molti paesi erano bloccati a causa del lockdown, il duo ha pubblicato due video musicali, Vay aman e Zepyuri nman, che hanno riscosso un grande successo online, in particolare dalla comunità armena. Nello stesso anno hanno pubblicato il loro singolo di debutto Kef chilini, il cui videoclip ha raggiunto le 18 milioni di visualizzazioni.
Nel 2023 i Ladaniva hanno pubblicato il loro album di debutto omonimo, prodotto e distribuito dall'etichetta belga PIAS Recordings.
Il 9 marzo 2024 è stato confermato che l'emittente radiotelevisivo armeno ARMTV ha selezionato internamente il duo come rappresentanti nazionali per l'Eurovision Song Contest 2024 a Malmö, in Svezia. La loro canzone ha concluso la seconda semifinale in terza posizione; in finale si sono classificati in 8º posizione, riportando l'Armenia in top-10 dopo 8 anni dall'ultima volta. Jako è inoltre il brano completamente in armeno ad essersi classificato più in alto nella storia della competizione.

## Stile musicale
Lo stile musicale del duo si ispira da un lato alle canzoni tradizionali dell'Armenia, della Russia e dei Balcani, mentre dall'altro alla musica dell'America Latina, dell'Africa e dell'isola della Riunione.

## Discografia

### Album in studio
- 2023 – Ladaniva

### EP
- 2020 – Ladaniva

### Singoli
- 2020 – Kef chilini
- 2020 – Oror
- 2021 – Pourquoi t'as fait ça?
- 2023 – Shakar
- 2023 – Wayo waya
- 2023 – Je voulais
- 2023 – Je t'aime tellement
- 2024 – Jako

#### Come featuring
- 2021 – Malika (Voyou feat. Ladaniva)

## Riconoscimenti
Music Moves Europe Award
- 2022 – Premio del pubblico[6][7]